# Fnittertrastar
Fnittertrastar (Leiothrichidae) är en fågelfamilj vars arter tidigare fördes till familjen timalior. Familjen omfattar bland annat skriktrastar, fnittertrastar, sibior och bandvingar. Arterna förekommer huvudsakligen i Asien, men även i Afrika. 

## Systematik
Fnittertrastarna behandlades tidigare, liksom familjerna marktimalior, papegojnäbbar samt delar av glasögonfåglarna och sylviorna, som en del av familjen Timaliidae. DNA-studier har belyst familjens interna systematik och klarlagt att en del av de traditionella släktena är parafyletiska, i synnerhet det artrika släktet Garrulax. Familjen kan delas upp i tre klader, med en basal grupp och två systergrupper. Nedanstående lista följer International Ornithological Congress som i sin tur byggs på Cai et al 2019.
- Basal grupp
  - Släkte Grammatoptila – vitstreckad fnittertrast, tidigare i Garrulax
  - Släkte Cutia – 2 arter kutior
  - Släkte Laniellus – 2 arter krokior, syn. Crocias

- Sibior, sångtimalior och prakttimalior med släktingar
  - Släkte Trochalopteron – 19 arter fnittertrastar, tidigare i Garrulax
  - Släkte Montecincla – 4 arter fnittertrastar, tidigare i Trochalopteron/Garrulax
  - Släkte Heterophasia – 7 arter sibior
  - Släkte Actinodura – 9–10 arter bandvingar, inklusive Siva och Chrysominla, tidigare i Minla
  - Släkte Minla – rödstjärtad minla
  - Släkte Leioptila – rostryggig minla, tidigare i Heterophasia, inkluderas ibland i Minla
  - Släkte Leiothrix – 2–3 arter sångtimalior
  - Släkte Liocichla – 5 arter prakttimalior

- Skriktrastar och äkta fnittertrastar
  - Släkte Argya – 16–17 arter skriktrastar, tidigare i Turdoides; inklusive Chatarrhaea
  - Släkte Turdoides – 20–22 arter skriktrastar, inklusive Kupeornis och Phyllanthus
  - Släkte Garrulax – 14 arter fnittertrastar
  - Släkte Ianthocincla – 8–9 arter fnittertrastar, tidigare i Garrulax
  - Släkte Pterorhinus – 24 arter fnittertrastar, tidigare i Garrulax; inklusive Babax